# Daugudžiai
Daugudžiai − kolonia na Litwie, w okręgu wileńskim, w rejonie wiłkomierskim, w gminie Pozelwa. W 2011 roku była wyludniona.
W 1581 roku folwark Daugudzie wszedł w skład majątku, który darowany został jezuickiej Akademii Wileńskiej przez biskupa Jerzego Radziwiłła. W wykazie dekanatów i parafii diecezji wileńskiej opracowanym na synodzie diecezjalnym w 1744 roku Daugudzie wymieniane były jako jedna z miejscowości należących do rzymskokatolickiej parafii w Widziniszkach w dekanacie pobojskim. Po kasacie jezuitów w 1773 roku majątek pojezuicki wraz z folwarkiem Daugudzie przejęty został przez Komisję Edukacji Narodowej, a później stanowił własność m.in. Morykonich. Według alfabetycznego wykazu miejscowości guberni kowieńskiej z 1903 roku majątek Dawgudzi (ros. Давгудзи) należał do wołości Żmujdki w ujeździe wiłkomierskim i zamieszkany był w 1902 roku przez 17 osób. Według danych z litewskiego spisu ludności z 1923 roku folwark Daugudžiai liczył 10 mieszkańców i obejmował jedno gospodarstwo. Miejscowość wchodziła wówczas w skład gminy Balninkai w okręgu wiłkomierskim. Po II wojnie światowej Daugudžiai otrzymały status kolonii i znalazły się w granicach gminy Pozelwa w rejonie wiłkomierskim. W 1959 roku kolonia liczyła 4 mieszkańców, w 1970 roku – 9 mieszkańców, w 1979 roku – 9 mieszkańców, w 1989 roku – 3 mieszkańców, w 2001 roku – 0 mieszkańców.
W 1898 roku w majątku urodził się Henryk Łowmiański.